# Hirudina
La hirudina es un péptido que se encuentra naturalmente en las glándulas salivales de las sanguijuelas Hirudo medicinalis, que lo emplean como anticoagulante. La hirudina natural contiene varios isómeros de la proteína.
Para evitar que la sangre de su víctima se coagule, su saliva produce una sustancia que es la hirudina que es utilizada por la clase Hirudinomorpha, phylum Annelida.

## Estructura
Durante sus años en Birmingham y Edimburgo, John Berry Haycraft había participado activamente en investigaciones y publicado documentos sobre la coagulación de la sangre, y en 1884 descubrió que la sanguijuela secretaba un poderoso anticoagulante, al que llamó hirudin, aunque no se aisló hasta la década de 1950, ni su estructura se determinó plenamente hasta 1976. La hirudina en toda su extensión está compuesta por 65 aminoácidos. Estos aminoácidos están organizados en un dominio N-terminal compacto que contiene tres enlaces de disulfuro y un dominio C-terminal que se desordena completamente cuando la proteína no está complejamente en solución.